# Stergusa improbula
Stergusa improbula är en spindelart som beskrevs av Simon 1889. Stergusa improbula ingår i släktet Stergusa och familjen hoppspindlar. Inga underarter finns listade i Catalogue of Life.